# Gavin DeGraw
Gavin Shane DeGraw (South Fallsburg, 4 februari 1977) is een Amerikaans zanger. Hij speelt tevens piano en gitaar.

## Biografie
DeGraw is opgegroeid in The Catskills (South Fallsburg) in New York. Zijn vader was een gevangenisbewaker en zijn moeder was een verslavingsspecialist. DeGraw begon met zingen en leerde pianospelen toen hij acht jaar oud was. In zijn tienerjaren speelde hij samen met zijn broer Joey in verschillende coverbandjes. Zijn broer drong er bij hem op aan om zelf liedjes te gaan schrijven.
DeGraw ging naar Ithaca College School of Music in Ithaca (New York) met een beurs, maar verliet de school na een semester. Hij verhuisde naar Boston, waar hij naar het prestigieuze Berklee College of Music ging. Ondertussen zong hij in een rockband en gaf hij ook solo-optredens. Omdat hij de opleiding te beperkt vond, verliet hij na een jaar ook Berklee en keerde terug naar huis. Hij had allerlei baantjes, terwijl hij ondertussen werkte aan zijn muzikale loopbaan.

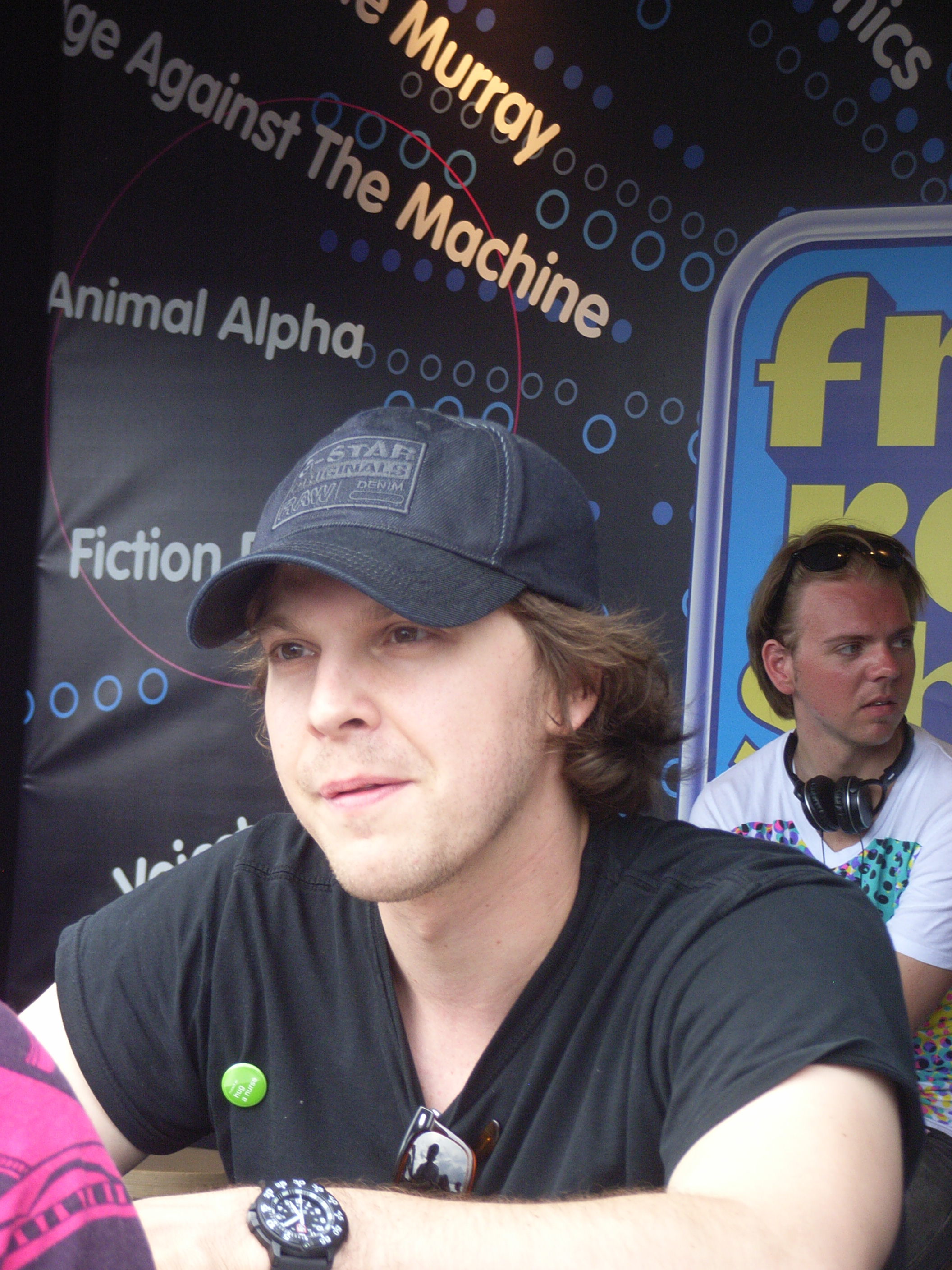
Gavin De Graw op Pinkpop 2008

Na een paar maanden werd DeGraw opgemerkt door Debbie Wilson, eigenaar van een club, die meteen zijn manager werd. Zijn talent werd opgemerkt door Randy Sabiston, A&R-manager bij Warner Chappell Music, die hem een platencontract aanbood.
In de lente van 2002 tekende DeGraw een contract bij J Records en begon hij te werken aan zijn debuutalbum Chariot met producer Mark Endert. Het album kwam in juli 2003 uit. Even tevoren werd zijn debuutsingle I don't want to be uitgebracht. Het nummer werd gekozen als titelsong van de televisieserie One Tree Hill.
Het tweede album van DeGraw, Gavin DeGraw geheten, kwam uit op 5 mei 2008. In love with a girl was de eerste single die uitkwam van dat album. Het nummer werd in Nederland uitgeroepen tot Alarmschijf en Megahit. De tweede single die uitkwam was She holds a key.
DeGraws derde album, Free, werd op 31 maart 2009 uitgebracht. DeGraw maakte dit album in minder dan twee weken in de studio in Brooklyn van zijn producer Camus Celli, die eerder al werkte met artiesten als Tina Turner, David Byrne, Lana Wolf en John Farnham. DeGraw beschrijft in de biografie op zijn website uitgebreid de inspirerende samenwerking met Celli en concludeert: "This album reveals the honesty about my love of music." (Vertaling: "Dit album laat de integriteit zien van mijn liefde voor muziek."). De eerste single van dit album, Stay, werd op 11 maart via DeGraws website uitgebracht.
Het vierde album van DeGraw, Sweeter, kwam in 2011 uit.
Op 8 augustus 2011 werd bekend dat Gavin opgenomen was in het ziekenhuis nadat hij was mishandeld na een avond stappen in New York. Hij hield hier enkele snijwonden en een gebroken neus aan over. Een dag later werd hij al ontslagen uit het ziekenhuis.
DeGraw is, samen met zijn broer, eigenaar van een bar in Nashville: The Nashville Underground.
DeGraw heeft een nummer opgenomen voor Armin van Buuren genaamd "Looking for your name". Dit nummer staat op Armin's album "Embrace"

## Discografie

### Albums
| Album met eventuele hitnotering(en) in de Nederlandse Album Top 100 | Datum van verschijnen | Datum van binnenkomst | Hoogste positie | Aantal weken | Opmerkingen |
| ------------------------------------------------------------------- | --------------------- | --------------------- | --------------- | ------------ | ----------- |
| Chariot                                                             | 22-07-2003            | 04-06-2005            | 6               | 58           |             |
| Gavin DeGraw                                                        | 06-05-2008            | 10-05-2008            | 8               | 23           |             |
| Free                                                                | 31-03-2009            | 04-04-2009            | 76              | 1            |             |
| Sweeter                                                             | 16-09-2011            | 24-09-2011            | 6               | 35           |             |
| Make a Move                                                         | 11-10-2013            | 19-10-2013            | 18              | 4            |             |
| Something Worth Saving                                              | 09-09-2016            | 17-09-2016            | 51              | 1            |             |
| Face the River                                                      | 20-05-2022            | -                     | -               | -            |             |

| Album met hitnotering(en) in de Vlaamse Ultratop 200 albums | Datum van verschijnen | Datum van binnenkomst | Hoogste positie | Aantal weken | Opmerkingen |
| ----------------------------------------------------------- | --------------------- | --------------------- | --------------- | ------------ | ----------- |
| Gavin DeGraw                                                | 2008                  | 17-05-2008            | 82              | 2            |             |
| Sweeter                                                     | 2011                  | 01-10-2011            | 61              | 3            |             |
| Make a Move                                                 | 2013                  | 19-10-2013            | 121             | 3            |             |
| Something Worth Saving                                      | 2016                  | 17-09-2016            | 70              | 3            |             |

### Singles
| Single met eventuele hitnotering(en) in de Nederlandse Top 40 | Datum van verschijnen | Datum van binnenkomst | Hoogste positie | Aantal weken | Opmerkingen                               |
| ------------------------------------------------------------- | --------------------- | --------------------- | --------------- | ------------ | ----------------------------------------- |
| I Don't Want to Be                                            | 2005                  | 21-05-2005            | 13              | 14           | Nr. 21 in de Single Top 100/ Alarmschijf  |
| Follow Through                                                | 2005                  | 27-08-2005            | 13              | 18           | Nr. 56 in de Single Top 100 / Alarmschijf |
| Chariot                                                       | 2005                  | 07-01-2006            | 12              | 14           | Alarmschijf                               |
| Just Friends                                                  | 2005                  | 01-04-2006            | 26              | 5            | Alarmschijf                               |
| In Love With a Girl                                           | 2008                  | 01-03-2008            | 22              | 16           | Nr. 40 in de Single Top 100 / Alarmschijf |
| She Holds a Key                                               | 2008                  | 02-08-2008            | 29              | 6            | Alarmschijf                               |
| Not Over You                                                  | 2011                  | 04-06-2011            | 13              | 17           | Nr. 16 in de Single Top 100 / Alarmschijf |
| Sweeter                                                       | 2011                  | 05-11-2011            | 25              | 4            | Nr. 76 in de Single Top 100 / Alarmschijf |
| Soldier                                                       | 2011                  | 04-02-2012            | 13              | 17           | Nr. 30 in de Single Top 100               |
| Best I Ever Had                                               | 2013                  | 06-07-2013            | 22              | 10           | Nr. 44 in de Single Top 100 / Alarmschijf |
| Who's Gonna Save Us                                           | 2013                  | -                     | tip 5           | -            |                                           |
| Make a Move                                                   | 2013                  | -                     | tip 2           | -            |                                           |
| Fire                                                          | 2014                  | 30-08-2014            | 26              | 5            | Nr. 81 in de Single Top 100 / Alarmschijf |
| She Sets the City on Fire                                     | 2016                  | -                     | tip 7           | -            |                                           |
| Making Love with the Radio On                                 | 2017                  | -                     | tip 16          | -            |                                           |

| Single met hitnotering(en) in de Vlaamse Ultratop 50 | Datum van verschijnen | Datum van binnenkomst | Hoogste positie | Aantal weken | Opmerkingen |
| ---------------------------------------------------- | --------------------- | --------------------- | --------------- | ------------ | ----------- |
| In Love with a Girl                                  | 2008                  | -                     | tip 17          | -            |             |
| Not Over You                                         | 2011                  | -                     | tip 12          | -            |             |
| Run Every Time                                       | 02-01-2012            | -                     | tip 31          | -            |             |
| Best I Ever Had                                      | 2013                  | -                     | tip 3           | -            |             |
| Who's Gonna Save Us                                  | 2013                  | -                     | tip 31          |              |             |

### NPO Radio 2 Top 2000
| Nummers met noteringen in de NPO Radio 2 Top 2000 | '11  | '12  | '13  | '14  | '15  |
| ------------------------------------------------- | ---- | ---- | ---- | ---- | ---- |
| Chariot                                           | 1913 | 1924 | 1951 | -    | -    |
| Not Over You                                      | -    | 1356 | 1579 | 1983 | 1744 |
| Soldier                                           | ×    | 1414 | 1528 | 1841 | -    |

1. ↑  Een '-' betekent dat het nummer niet was genoteerd, een '×' betekent dat het nummer nog niet was uitgebracht en een vetgedrukt getal geeft de hoogste notering van een nummer aan.
2. ↑  2011 was het eerste jaar met een notering voor Gavin DeGraw.
3. ↑  Deze tabel is bijgewerkt tot en met de laatste editie (2024).